# السينودس الإنجيلي الوطني في سورية ولبنان

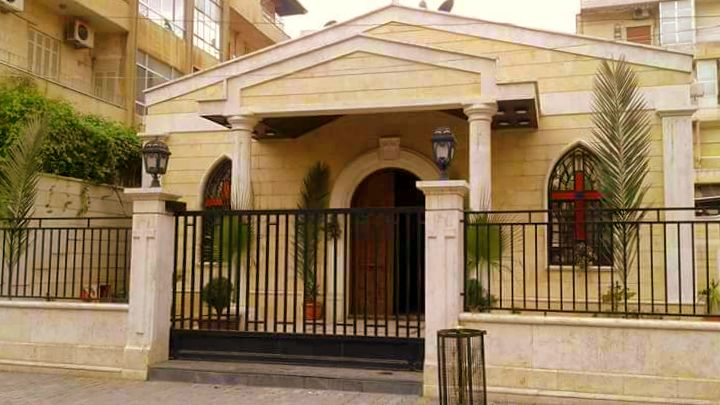

## مقدمة
ينتمي السينودس الإنجيلي الوطني في سورية ولبنان  (NESSL)  الى الإيمان البروتستانتي المصلح، المتحدر من حركة الإصلاح الانجيلي الذي بدأ في القرن السادس عشر  على يد الراهب الأغسطيني مارتن لوثر. هو مصلح في العقيدة ومشيخي في نظام إدارته للكنيسة. تعود نشأة السينودس إلى أوائل القرن التاسع عشر، مع قدوم مرسلين إنجيليين من الولايات المتحدة يحملون التعاليم الإصلاحية والبروتستانتية إلى المنطقة التي كانت تحت الحكم العثماني. وأشعل هؤلاء المبشرون نهضة روحية، وتكونت جماعات حول فهم جديد للإنجيل، ما أدّى إلى ولادة الكنيسة الإنجيلية في بلاد الشام التي تُعرف اليوم بلبنان وسوريا.

## البدايات المبكرة والاعتراف الرسمي
وصل المرسلون إلى سوريا ولبنان حوالي عام 1823، واحدثوا تأثيراً على الأفراد والمجتمعات من خلال تعاليمهم وخدماتهم. بدأ العديد من المسيحيين آنذاك في تفسير الإنجيل من خلال المشاركة المباشرة مع قراءة الكتاب والصلاة، ما ساهم في تشكيل الهوية الإنجيلية. وعُرف هؤلاء المؤمنون باسم "إنجيليين"، وأسّسوا ممارسات عبادة قائمة على الكتاب المقدس، ما ميّزهم عن الكنائس الشرقية التقليدية. في عام 1848، تم تأسيس أول كنيسة إنجيلية في بيروت، تلتها جماعات في  حاصبيا وحلب وغيرها. وبحلول العام 1850، اعترفت الدولة العثمانية، رسميًا بالإنجيليين كطائفة، مع اعتراف إضافي في عام 1853.

## الإدارة والهيكلية التنظيمية
يقوم السينودس الإنجيلي الوطني في سوريا ولبنان في إدارته على نظام المشيخة، حيث تتألف كل مشيخة من مجموعة كنائس ضمن منطقة جغرافية محددة. تجتمع الهيئة العامة للسينودس كل سنتين، وتتألف من القساوسة والشيوخ وممثلي خدمات الشباب والسيدات. وفي إنجاز كنسي رائد في الشرق الأوسط، قام السينودس عام 2017 برسامة المرأة قسيسة، ما يعكس التزامه بالقيادة الشاملة.
يحقق السينودس ارساليته وخدماته من خلال الهيئة العامة، المجلس الإداري، واللجان التالية المتخصصة:
-     اللجنة التنفيذية
-     لجنة الشؤون الكنسية والروحية
-     لجنة الشؤون التربوية والتعليمية
-     لجنة الخدمات الاجتماعية والطبية
-     لجنة الشؤون المالية والأملاك
-     لجنة الإعلام والنشر
إن توسع المسؤوليات الروحية والإدارية دفعت السينودس إلى إعادة تنظيم هيكليتهه الإدارية والتكيف مع الرؤية المحلية المتعلقة بشهادة الكنيسة في المجتمع وروح الخدمة المسيحية، إضافة إلى إعداد وتدريب القادة.
لعب السينودس دورًا مميزًا في قيادة وخدمة المجلس الأعلى للطائفة الإنجيلية في سوريا ولبنان من خلال القس الراحل إبراهيم ملحم داغر، الذي ترأس المجمع الأعلى عام 1963. خلفه القس الراحل سليم صهيوني عام 1983. ومنذ عام 2019، يرأس القس جوزيف قصاب ، الأمين العام للسينودس الإنجيلي الوطني في سوريا ولبنان، المجمع الأعلى للطائفة الإنجيلية.
ويضم السينودس في حقل عمله في سوريا ولبنان 38 كنيسة، تخدم حوالي 10000 من أبنائه في كل من البلدين، منهم  4500 عضو مشترك وعامل، و28 من الرعاة بين قساوسة مرسومين ووعاظ قانونيين. 

## الخدمات التعليمية والطبية والاجتماعية
لطالما كان التعليم حجر أساس في رسالة السينودس الإنجيلي. فمنذ بداية الوجود البروتستانتي في لبنان وسوريا، كانت الشهادة الإنجيلية مرتبطة ارتباطًا وثيقًا بالخدمات التعليمية، حيث أكدت على أهمية الكتاب المقدس للرعاة والعامة من المؤمنين. في بداية القرن العشرين، كان هناك أكثر من مئة مدرسة بروتستانتية في المنطقة، بما في ذلك العديد من المدارس القروية التي لعبت دورًا حيويًا في تعزيز التعليم في لبنان وسوريا. وعلى الرغم من أن بناء الدولة الحديثة وتطور التعليم الحكومي قلل من أهمية هذه المدارس القروية، استمرت العديد من المؤسسات التعليمية البروتستانتية في الازدهار، مقدمة فرص التعلم باللغة الإنجليزية.
يملك السينودس اليوم 12 مدرسة في سوريا ولبنان، تقدّم التعليم لأكثر من 12,000 طالب من خلفيات دينية وعرقية متنوعة. 
مدارس NESSL في لبنان:
- مدرسة بيروت الإنجيلية للبنين والبنات ( BESGB) (1،110 طالب): تأسست في عام 1835، وكانت أول مدرسة لتعليم الفتيات في الإمبراطورية العثمانية. في عام 1974، انتقلت إلى موقع جديد في الرابية - المتن، وأصبحت مختلطة.
- مدرسة طرابلس الإنجيلية (T.E.S.) (1,397 طالب): تأسست في عام 1873، وكانت في البداية تعمل كمدرستين منفصلتين للبنين والبنات، ثم اندمجت في عام 1974. مؤخرًا، انتقلت إلى موقع جديدة في راسمسقا.
- مدرسة الفنون الإنجيلية الوطنية للبنات والبنين - صيدا (N.E.I.G.B.) (1,834 طالب): تشكلت بعد دمج مدرسة صيدا الإنجيلية للبنات ومعهد جيرارد للبنين، ولها جذور تعود إلى عام 1862.
- الثانوية الإنجيلية في زحلة (Z.E.S.) (1,368 طالب): أعيد تشكيلها في الستينيات كمنشأة تربوية، تقدم خدمات التعليم حتى الصف الثاني عشر للطلاب اللبنانيين والأجانب.
- المدرسة الإنجيلية الوطنية في النبطية (N.E.S.N.) (1,491 طالب): تأسست في عام 1925 على يد معلمين بارزين، تركز هذه المدرسة على تعزيز التفكير النقدي من خلال البرامج التعليمية وخضوعها للإعتمادية الدولية لتحقيق أهدافها.
- المدرسة الإنجيلية الوطنية – قب إلياس (417 طالب): تأسست في عام 1872 على يد المرسلين الأمريكيين من الكنيسة المشيخية، وكانت أول مؤسسة مختلطة في منطقة البقاع. تحولت الى مدرسة ثانوية عام 2015، وتقدم اليوم التعليم من مرحلة ما قبل المدرسة إلى الصف الثاني عشر.
- المدرسة الإنجيلية في منيارة-عكار (605 طالب): تم تأسيسها عام 2017 كفرع للمدرسة الإنجيلية في طرابلس، وتضمّ الطلاب من مرحلة الحضانة حتى المرحلة الثانوية، مع التركيز على مستوى عالٍ في التعليم بفضل أسرة تعليمية رفيعة لمستوى.

يدير السينودس مع شركاء إنجيليين آخرين (الإنجيليون الأرمن – الاسقفيون – اللوثريون)  كلية اللاهوت للشرق الأدنى في بيروت  (NEST)، كما يتمثل السينودس في مجلس أمناء الجامعة اللبنانية الأمريكية (LAU)بسبب ارتباطه المرسلي بنشاتها وإدارتها وتطورها من كلية مشيخية جامعية للبنات الى جامعة. 
مع بداية الحرب في سوريا عام 2011 وتفاقم أزمة النازحين السورريين في لبنان استجاب السينودس بإنشاء مراكز تعليمية للأطفال النازحين، الأمر الذي عزز التزامه بتوفير الفرص التعليمية للجميع.
بالإضافة إلى مدارسه، يهتمّ السينودس بالخدمات الإجتماعية والطبية، حيث يدير دور رعاية المسنين والمراكز الطبية والعيادات في جميع أنحاء سوريا ولبنان. إضافة الى ذلك تم إنشاء جمعية تحنُن الإنجيلية (CPS)  عام 2018 التي عكست التزام السينودس بالمساعدات الإنسانية، وتنفيذ المشاريع التعليمية والتنموية على نطاق واسع.

## المشاركة المسكونية والدولية
يلعب السينودس دورًا نشطًا في الحركات المسكونية كعضو مؤسس في مجلس كنائس الشرق الأوسط، ومجلس الكنائس العالمي، وهيئات مسكونية عالمية أخرى مثل الشركة العالمية للكنائس المصلحة (WCRC). كما يدعو السينودس الى الوحدة والمصالحة، ممثلاً القيم الإنجيلية إلى جانب غيره من المجتمعات المسيحية وغير المسيحية الأخرى في المنطقة.

## تقييم الوضع الحالي
شكّلت الأوضاع والنكسات الأمنية المتلاحقة بدءاً من الحرب الأهلية اللبنانية الى الحرب السورية وأزمة النزوح بالإضافة الى  الانهيار الاقتصادي والمالي عام 2019 مروراً بتفجير مرفأ بيروت عام 2020 وما تلاه من أزمات إقتصادية ومعيشية، ومؤخراً الحرب بين اسرائيل وحزب الله، كل ما تقدم شكّل سلسلة عراقيل أمام مشاريع وأعمال السينودس الإنجيلي الوطني في سورريا ولبنان إلا أنه لم ينجح في وقف ارساليته وتأثيراته الإيجابية على مجتمعه المححيط. بل عمل على توسيع أعماله في مراكزه الموزعة على عدد من المناطق اللبنانية والسورية متكيفاً مع هذه التحديات.

## اللغة الطقسية
تعتبر اللغة العربية هي اللغة الطقسية الأساسية لـلسينودس، ما يبرز تكاملها في النسيج الثقافي للمنطقة.

## الرؤية والرسالة
يعد السينودس الإنجيلي الوطني في سوريا ولبنان شاهدًا مسيحيًا ثابتًا في الشرق الأوسط، ملتزمًا بالسلام والخدمة والإنجيل. مسترشدًا بتعاليم يسوع المسيح، يرى رسالته كرسالة محبة وحق ومصالحة، ساعيًا لنهوض المجتمعات روحياً والعمل كأداة للتغيير الإيجابي في منطقة تواجه تحديات مستمرة.

## الكنائس
كنائس السينودس الإنجيلي الوطني في سورية ولبنان

### سورية
- الكنيسة الإنجيلية الوطنية في خربا حوران
- الكنيسة الإنجيلية المشيخية الوطنية في اللاذقية
- الكنيسة الإنجيلية الوطنية في المالكية
- الكنيسة الإنجيلية الوطنية في القامشلي
- الكنيسة الإنجيلية الوطنية في الحسكة
- الكنيسة الإنجيلية الوطنية في حلب
- الكنيسة الإنجيلية الوطنية في إدلب
- الكنيسة الإنجيلية الوطنية في الغسانية
- الكنيسة الإنجيلية الوطنية في حماة
- الكنيسة الإنجيلية الوطنية في محردة
- الكنيسة الإنجيلية الوطنية في حمص
- الكنيسة الإنجيلية الوطنية في فيروزي
- الكنيسة الإنجيلية الوطنية بالحفر
- الكنيسة الإنجيلية الوطنية بعمار الحصن
- الكنيسة الإنجيلية الوطنية في اليزدية
- الكنيسة الإنجيلية الوطنية في بانياس
- الكنيسة الإنجيلية الوطنية في الغنيمية
- الكنيسة الإنجيلية الوطنية بدمشق
- الكنيسة الإنجيلية الوطنية في عين الشعر
- الكنيسة الإنجيلية الوطنية في النبق

### لبنان
- الكنيسة الإنجيلية الوطنية بالمنيرة
- الكنيسة الإنجيلية الوطنية بطرابلس
- الكنيسة الإنجيلية الوطنية في حكور
- الكنيسة الإنجيلية الوطنية في الرابية
- الكنيسة الإنجيلية الوطنية في بيروت
- الكنيسة الإنجيلية الوطنية بالمروج
- الكنيسة الإنجيلية الوطنية بسوق الغرب
- الكنيسة الإنجيلية الوطنية في عين زحلطة
- الكنيسة الإنجيلية الوطنية في زحلة
- الكنيسة الإنجيلية الوطنية بكاب الياس
- الكنيسة الإنجيلية الوطنية في خربة قنافار
- الكنيسة الإنجيلية الوطنية بصغبين
- الكنيسة الإنجيلية الوطنية في الجميلية
- الكنيسة الإنجيلية الوطنية في مجدلونة
- الكنيسة الإنجيلية الوطنية في صيدا
- الكنيسة الإنجيلية الوطنية بدرب السيم
- الكنيسة الإنجيلية الوطنية في دير ميماس
- الكنيسة الإنجيلية الوطنية في مرجعيون
- الكنيسة الإنجيلية الوطنية بإبل الساقي
- الكنيسة الإنجيلية الوطنية في علما الشعب

## وصلات خارجية
- الموقع الرسمي
- موقع facebook